# Holomelina bimaculata
Holomelina bimaculata är en fjärilsart som beskrevs av Saunders 1869. Holomelina bimaculata ingår i släktet Holomelina och familjen björnspinnare. Inga underarter finns listade i Catalogue of Life.